# Achterwaartse compatibiliteit
Achterwaartse compatibiliteit (Engels: backward compatibility) of ondersteuning voor een oudere versie is de uitwisselbaarheid van nieuwe technologie, en met name bij computertechnologie, als deze de plaats van een ouder product kan innemen of overnemen, door met andere versies te kunnen werken die oorspronkelijk voor het oudere product waren ontworpen.
Een computersysteem is achterwaarts compatibel als het met software of toebehoren kan werken die voor het te vervangen systeem zijn ontworpen.

## Video Game Voorbeelden
- Atari 7800 is achterwaarts compatibel met de meeste software voor de Atari 2600.

- De Game Boy Advance-reeks (met uitzondering van Game Boy Micro) is achterwaarts compatibel met oudere Game Boy-systemen, wat betekent dat alle software op Game Boy en Game Boy Color kan worden afgespeeld.
- De Wii is achterwaarts compatibel met alle software voor de Nintendo GameCube.
- De Wii U is achterwaarts compatibel met alle software voor Wii
- De Nintendo DS en Nintendo DS Lite is achterwaarts compatibel met alle software voor Game Boy Advance
- De Nintendo 3DS is achterwaarts compatibel met alle software voor Nintendo DS
- MSX2 is achterwaarts compatibel met software voor MSX1-computers.
- Xbox 360 is achterwaarts compatibel met sommige Xbox-spellen, zie hiervoor de complete lijst
- PlayStation 2 is achterwaarts compatibel met de softwarebibliotheek van de originele PlayStation.
- PlayStation 5 is achterwaarts compatibel met sommige PlayStation 4-spellen.
- De Nintendo Switch 2 is achterwaarts compactibel met Nintendo Switch spellen.

## Technische Voorbeelden
- De AI-objectieven van Nikon zijn achterwaarts compatibel met niet-AI-camera's.